# Isteni gondviselés
Az isteni gondviselés a különböző vallási rendszerekben megjelenő nézetek és képzetek összessége, amelyek a világot teremtő főhatalomnak, istennek vagy egyfajta isteni tervnek tulajdonítják az emberi közösségek és az ember személyes sorsának alakulását.
A gondviselés nézete a görög politeizmusból is ismert. Az ókori görög világ filozófusai – többek között Hérakleitosz, Anaxagorasz, Diogenész és Szókratész – úgy vélték, a makrokozmoszban, az emberi világban, de még az emberi testben uralkodó egyensúly és rend is egyfajta isteni gondviselés eredménye. A sztoikus filozófusok Zénóntól kezdve panteisztikus felfogásuk egyik alapelemévé tették a gondviselés fogalmát, amelyet Xenophón meg nem személyesített, általános isteni hatalomként (pronoia) írt le. Úgy vélték, hogy minden, ami csak a világon történik, legyen az jó vagy rossz, éppen ezért végzetszerű, az isteni terv része. Az ókori tudósok sorában Plutarkhosz volt az első, aki úgy vélte, nem csak az emberi sorsokat, de az emberi közösségek történelmét is a gondviselés irányítja.
A Biblia ószövetségi része szintén megfogalmazza, hogy Isten teremtményei felett őrködik, sorsukról gondoskodik, minden és mindenki Isten törvényeinek engedelmeskedik. Ehhez a gondviselés-fogalomhoz azonban erőteljes történelmi kontextust és kiválasztottságtudatot is adtak azokkal a narratívákkal, hogy Isten külön gondviselésébe vette az ő népét, a zsidóságot, akiket szükség és érdem szerint segít (menekülés Egyiptomból, az ígéret földjének elfoglalása) vagy éppen büntet (babiloni fogság). Az Újtestamentumban Máté és Lukács könyvei ezt a gondviselést már minden lélekre, minden emberre kiterjesztették, és ezáltal hitéleti jelentősége is megváltozott: a gondviselés Isten szeretetének állandó megnyilvánulása és üdvözítő akaratának kinyilatkoztatása.